# Vass Tamás (lelkész)
Dályai Vass Tamás (Göcs, 1839. január 16. – Marosvásárhely, 1899. július 9.) református lelkész, a báró Kemény Zsigmond-társaság alelnöke.

## Életútja
Tanult 1847-től 1860-ig a marosvásárhelyi református kollégiumban és 1862-ig a kolozsvári teológiai szemináriumban. 1863-ban köztanító volt Kolozsvárt, 1864-65-ben a sepsiszentgyörgyi Székely-Mikó tanintézetben. 1866-ban külföldön volt a tübingeni és marburgi egyetemen. Pap lett 1867-ben Mezőbándon, 1873-tól ugyanaz volt Marosvásárhelyt.
Költeményeket és cikkeket írt a következő hírlapokba, folyóiratokba és évkönyvekbe (költemények): Hölgyfutár (1860., 1862. 124. sz., 1863. 52. sz.), Korány c. zsebkönyv (1861., 1863.), Kolozsvári Album (1862.), Napkelet (1862), Családi Kör (1864., 1866., 1867.), Székely Néplap (1866-67.). Kolozsvári Nagy Naptár (1865.), Erdély (1871. 37. sz.), Székelyegyleti Képes Naptár (1881-84.), Erdélyi Értesítő (1881-82.), Marosvidék (1884. 10. sz.), Figyelő (1884. 3. sz.) sat.; (cikkek): Protestáns Egyházi és Iskolai Lap (1866. A theologia a tübingai egyetemen); Családi Kör (1867. 10. sz. Egy estém Rákoson, jellemvonás a székely népéletből); Marosvásárhelyi Füzetek (1897. Bolyai utolsó napja) sat. Munkatársa volt a Korunk és Magyar Polgár c. politikai lapoknak (1864-68.)
Álnevei: Oczeáni, Dályai, Lassú Márton, Víg Deák (az Erdélyi Értesítőben és Figyelőben) sat.

## Munkái
- Zwingli Ulrik emlékezete. Ima, emlékbeszéd, élet- és jellemrajz... Marosvásárhely, 1884. (Rákosi Lajossal és Tavaszy Józseffel).
- Emlékek. Költemények. Uo. 1896. (Szerző életrajával. Ism. Vasárnapi Ujság 1897. 16. sz., Székely Lapok 11. sz., Erdélyi Múzeum, Nemzet 97. sz.).